# Равногор (рид)
Равногор е планински рид в северната част на Западните Родопи, крайно североизточно разклонение на Баташка планина, на територията на Област Пазарджик.
Ридът се простира от югозапад на североизток на около 20 км и ширината му достига до 18 км. На запад и изток склоновете му се спускат стръмно, на места отвесно към долините на Стара река и Въча, които я отделят съответно от рида Къркария и Върховръшкия рид на рида Чернатица. На север долината на Стара река го отделя от Бесапарските ридове. от долината на Равногорска река (десен приток на Стара река) се разделя на две части – източна и западна.
Южните му части са със заравнени била, издигащи се до 1800 м и тук се намира най-високата му точка връх Санджак (1878,4 м). Източните и западните склонове на северните му части са стръмни, скалисти и недостъпни към долините на Стара река и Въча, а северните стъпаловидно затъват към планинското подножие. Билата му са изградени от олигоценски риолити, изпод които излизат гнайси; шисти и старотерциерни седименти. По течението на река Въча са изградени язовирите „Кричим“ и „Въча“ и „Цанков камък“. Почвите са кафяви планинско-горски. Южните му части са обрасли с гъсти иглолистни гори (бял бор, ела, смърч), а северните му са предимно обезлесени. Развит дърводобив и слабо застъпено селско стопанство.
Планината предлага идеални условия за отдих и туризъм. Летовища: „Атолука“ и „Розовски вриз“. Природна забележителност е пещерата Снежанка над град Пещера.
В планината и по нейните склонове и подножия са разположени 3 града Брацигово, Кричим и Пещера и 6 села: Жребичко, Козарско, Нова махала, Равногор, Розово и Фотиново.
През планината и по част от нейните подножия преминават участъци от 3 пътя от Държавната пътна мрежа:
- От север на юг, по долината на Стара река, между градовете Пещера и Батак, на протежение от 15,1 км – участък от второкласен път № 37 Ябланица – Панагюрище – Пазарджик – Доспат – Барутин;
- През средата на рида и по югозападното му подножие, от Пещера до Батак през Брацигово, на протежение от 41,6 км – целият участък на третокласен път № 377 Пещера – Брацигово – Батак. Участъкът от пътя между село Равногор и ДГС „Борово“ не е изграден и представлява горски път без трайна настилка.
- По източното му подножие, по долината на Въча, от стената на язовир „Кричим“ до град Кричим, на протежение от 8 км – участък на третокласен път № 866 Смолян – Девин – Стамболийски.[1]

## Други
На Равногор е наречена улица в квартал „Дървеница“ в София (Карта).

## Топографска карта
- Лист от карта K-35-61. Мащаб: 1 : 100 000.
- Лист от карта K-35-73. Мащаб: 1 : 100 000.